# August Stöber
Daniel August Ehrenfried Stöber, född 9 juli 1808 i Strasbourg, död 19 mars 1884 i Mülhausen, var en tysk författare. Han var son till Daniel Ehrenfried Stöber och bror till Adolf Stöber.
Stöber, som var lärare och bibliotekarie, bidrog liksom sin far och sin bror i hög grad till tyskhetens främjan i Elsass. Han utgav dikter, litteraturhistoriska, kulturhistoriska och biografiska arbeten samt var verksam även som folklorist. Nämnas kan Elsässisches Volksbüchlein (1842; andra upplagan 1859), Die Sägen des Elsasses (1851–1852; ny upplaga 1892–1896) och tidskriften "Alsatia" (1850–1875).